# Illes Ottawa
Les illes Ottawa (en inuit: Arviliit o Arqvilliit, lloc on es veuen balenes de Groenlàndia) són un grup d'illes, actualment deshabitades, situades a l'extrem oriental de la badia de Hudson del Canadà. El grup està format per 24 petites illes. Les principals illes són Booth, Bronson, Eddy, Gilmour, J. Gordon, Pattee i Perley. El punt més alt es troba a l'illa Gilmour, que s'eleva a més de 550 msnm.
Situades a poca distància de la costa nord-oest de la península d'Ungava del Quebec, com totes les altres illes costaneres de la badia de Hudson havien format part dels Territoris del Nord-oest fins que el 1999 passaren a formar part de Nunavut amb la seva creació. Els inuits han ocupat aquestes illes des de temps immemorials i van obtenir drets de recol·lecció i accés protegits constitucionalment en virtut de l'Acord de reclamació de terres dels Inuit de Nunavik signat el 2007.
Les illes d'Ottawa i les illes Belcher, més al sud, són una zona de nidificació de l'èider. L'any 1765 es va iniciar la caça comercial de balenes de Groenlàndia pels vaixells de la Companyia de la Badia de Hudson amb base a Churchill i algunes balenes es van capturar a les illes d'Ottawa. Les illes són un hàbitat important per als óssos polars i moltes aus aquàtiques.